# 380 (numero)
Trecentottanta (380) è il numero naturale dopo il 379 e prima del 381.

## Proprietà matematiche
- È un numero pari.
- È un numero composto.
- È un numero abbondante.
- È un numero pratico.
- È parte delle terne pitagoriche (228, 304, 380), (261, 380, 461), (285, 380, 475), (380, 399, 551), (380, 672, 772), (380, 912, 988), (380, 1419, 1469), (380, 1785, 1825), (380, 1881, 1919), (380, 3600, 3620), (380, 7215, 7225), (380, 9021, 9029), (380, 18048, 18052), (380, 36099, 36101).
- È un numero malvagio.
- È un numero congruente.
- È un numero oblungo, ovvero della forma n(n+1).

## Astronomia
- 380P/PANSTARRS è una cometa periodica del sistema solare.
- 380 Fiducia è un asteroide della fascia principale del sistema solare.

## Astronautica
- Cosmos 380 è un satellite artificiale russo.